# Emil (los)
Emil je samec losa evropského, který v roce 2025 přešel pravděpodobně z Polska na území České republiky. V červnu byl poprvé spatřen na Opavsku, což vyvolalo zájem médií v Česku i na Slovensku. V dalších týdnech prochází moravsko-slovenským pomezím směrem na jihozápad. 

## Losi v Česku
Los, jeden z největších evropských savců, byl na území českých zemí vyhuben v 15. století. Opět začal do Česka pronikat z Polska až ve 20. století. V roce 2025 se počet losů odhaduje na 20 jedinců, z nichž přibližně 15 žije na Šumavě. Jejich počet však vlivem pytláctví a bariér v krajině klesá. V roce 1977 usmrtil samici losa projíždějící vlak u Jilešovic na Opavsku na trati Ostrava-Svinov – Opava východ. Kůže a lebka této samice byla několik let ve sbírkách Slezského zemského muzea v Opavě. 
Dne 13. června 2016 se losí samice s mládětem objevila v Brně. Po neodborném odchytu a uspání obě zvířata zemřela. V reakci na kontroverzní postup pak společnost Česká krajina navrhla vypracovat manuál pro odchyt losů. V roce 2020 v Česku při nehodách zahynuli dva losi. Los evropský je chován ve čtyřech českých zoologických zahradách (Zoo Brno, Zoo Hluboká, Zoopark Chomutov, Zoo Praha). První los v pražské zoologické zahradě žil v letech 1936–1939 a byl přivezen ze zoologické zahrady Korkeasaari v Helsinkách.

## Migrace losa Emila v Česku
Emil je mládě losa, které se pohybuje ze severní Moravy jihozápadním směrem. Přírodovědci předpokládali, že los míří na Šumavu. Může hledat nové teritorium či partnerku, neboť na podzim je období losí říje. Vstupuje i do obcí, měst a překračuje i česko-slovenskou hranici. Poprvé jej spatřili obyvatelé Ludgeřovic na Opavsku 2. června 2025, kde odpočíval v zahradě jednoho domu. Na místo přijeli hasiči i policie z Hlučína, ale los mezitím odešel do lesa. V plánu bylo jeho uspání a odvoz do Národního parku Šumava, kde malá populace losů žije. Agentura ochrany přírody upozornila občany, aby losa neplašili a nepřibližovali se k němu. Los může propadnout panice, vběhnout pod auto nebo na člověka zaútočit. Ředitel agentury František Pelc také požádal veřejnost, aby pohyb losa hlásila a předcházela tak krizovým situacím, například střetům s automobily.

## Místa výskytu losa Emila
Poprvé byl los Emil spatřen 2. června v Ludgeřovicích a 15. srpna pak v Břeclavi. Za 76 dní tak urazil vzdušnou čarou 160 km.
- 2. června – Ludgeřovice
- 19. června – Martinov (Ostrava)[13]
- Zbyslavice, Bítov[14]
- 29. června – Lukov
- 4. července – Příluky
- 5. července – Želechovice nad Dřevnicí
- 7. července – Želechovice nad Dřevnicí
- 11. července – Želechovice nad Dřevnicí
- 13. července – Ludkovice, Biskupice
- 14. července – Uherský Brod – Těšov
- 15. července – Boršice u Blatnice, Dolní Němčí[15]
- 16. července – Javorník
- 20. a 21. července – Korytná
- 22. a 23. července – Nivnice[16]
- 2. srpna – Hluk, u Ostrožské Lhoty
- 3. srpna – Veselí nad Moravou
- 5. srpna – mezi Veselím nad Moravou a Kozojídkama
- 11. srpna – mezi Tvarožnou Lhotou a Strážnicí, Mlýnky, Skalica[17]
- 13. srpna – Sudoměřice[18]
- 14. srpna – mezi Rohatcem a Hodonínem
- 15. srpna – Hodonín[19], Josefov
- 17. srpna – Břeclav[20]
- 18. srpna – Großkrut (Dolní Rakousy)
- 19. srpna – Mistelbach